# Trans-Ocean
Der „Trans-Ocean“ Verein zur Förderung des Hochseesegelns e. V. ist ein Segelverein für Blauwasser- und Fahrtensegler.

## Geschichte
Am 20. Oktober 1968 kamen in Idstein 17 Frauen und Männer zusammen, um die Idee des Architekten und Einhandseglers Claus Hehner zu verwirklichen, nämlich das Hochseesegeln gezielt zu fördern. Trans Ocean sollte eine Lücke schließen und diejenigen Hochseesegler unterstützten, die eine solche Unterstützung nicht von anderer Seite erwarten konnten, aber an Ozean-Regatten teilnehmen oder auf andere Art Hochseesegelsport auf den Weltmeeren betreiben wollten.
Konkreter Anlass war eine Idee von Claus Hehner, der an dem alle vier Jahre stattfindenden Transatlantikrennen OSTAR teilnehmen wollte, aber kein Geld hatte. Andere Vereine, die im Deutschen Seglerverband aktiv waren, sahen die Initiative zu Beginn durchaus skeptisch. Dennoch wurde Trans Ocean als außerordentliches Mitglied aufgenommen. Da Hehner in der Seglervereinigung Cuxhaven aktiv war, wurde die Stadt an der Elbmündung Domizil des neuen Vereins. Inzwischen liegt der Schwerpunkt des Vereinslebens nicht mehr im Regattasport, sondern im Bereich des Langfahrtsegelns, wenngleich weiterhin Regatten finanziell unterstützt werden.
Der Verein ist im Vereinsregister beim Amtsgericht Tostedt unter der Registernummer VR 201170 eingetragen.
Vorsitzende
1968–1989: Jörn-Ulrich Bachmann, Oberkreisdirektor
1989–2005: Helmut Bellmer, Berufsfunker, Bundesverdienstkreuzträger
2005–2011: Bernd Luetgebrune, Rechtsanwalt und Notar, Amtsende durch Rücktritt. 
2012–2019: Martin Birkhoff, Landschaftsarchitekt und Weltumsegler.
November 2019 bis September 2020: Peter Wiedekamm, Unternehmer und Langfahrtsegler, Amtsende durch Rücktritt.
2021–2022: Lore Haack-Vörsmann, Diplom-Psychologin, Amtsende durch Rücktritt im Februar 2022.
seit 2022: Marcus Warnke, Pädagoge, Unternehmensberater

## Leistungen für Mitglieder
Der Verein unterhält ein weltweites Netz von Stützpunkten, um die Mitglieder auf großer Fahrt zu unterstützen. Die Stützpunkte werden von deutschsprachigen Stützpunktleitern ehrenamtlich betrieben. Sie bieten den Trans-Ocean-Mitgliedern lokale Informationen und helfen den Seglern häufig bei der Kommunikation, zum Beispiel durch Post-Dienste.
Trans-Ocean sammelt und veröffentlicht Standortmeldungen der Mitglieder, die auf Langfahrt sind. Dies ermöglicht Angehörigen und Freunden die Reise zu verfolgen. Ein ähnlicher Dienst wird in Zusammenarbeit mit dem Amateurfunkverein Intermar angeboten.
Für Mitglieder, die ein eigenes Schiff besitzen, stellt der Verein einen Standerschein als inoffiziellen, vereinsgebundenen Eigentumsnachweis aus. Mitglieder dürfen den Vereinsstander führen. Im vereinseigenen Bootsregister waren im Jahr 2011 3.522 Yachten verzeichnet; im Jahr 2016 noch 2.910.
Zeitweise vermittelte der Verein eine Gruppenkrankenversicherungen, die auf die Bedürfnisse von Langfahrtseglern ausgerichtet war. Die Abwicklung dieser Versicherung war 2016 Gegenstand eines Strafverfahrens. Von 2012 bis 2016 prägten interne Auseinandersetzungen das Vereinsleben. So wurde der Verein mehrfach von einzelnen Mitgliedern verklagt und es wurde erfolglos der Ausschluss mehrerer Vorstandskritiker betrieben. Nach einem Beschluss der Mitgliederversammlung wurde der ehemalige Vereinsvorsitzende Bernd Luetgebrune wegen dem Verein nicht erstatteter Prozesskosten aus dem Verein ausgeschlossen. Vor diesem Hintergrund resümierten die Cuxhavener Nachrichten im November 2016: „Von der einstigen Wertschätzung hat der Verein aufgrund jahrelanger Querelen um die Arbeit des Vorstandes allerdings Einiges eingebüßt.“
Bis auf ein Büro gibt es weder Vereinsräume noch einen Vereinshafen.

## Trans-Ocean-Preis
Mit dem Trans-Ocean-Preis wird einmal jährlich eine besondere Leistung im Hochseesegeln ausgezeichnet. Neben dem im Jahr 2004 eingestellten Schlimbach-Preis und dem Goldenen Kompass der Segelkameradschaft „Das Wappen von Bremen“ gilt der Trans-Ocean-Preis derzeit als höchste Auszeichnung im deutschen Segelsport. Der Preis wird gegen Jahresende im Anschluss auf die Jahreshauptversammlung in Cuxhaven verliehen. Bis zur Verleihung wird der Preisträger geheim gehalten.
Zusätzlich vergibt der Verein die „Trans Ocean Medaille“ für besonders sportliche Leistungen, den „Weltumseglerpreis“ und die „Silberne Kugelbake“. Letzteren für Nonstopfahrten von Nordamerika nach Cuxhaven.
Der Preis wurde von dem damaligen Gründungsmitglied und Künstler Arno Knof geschaffen, der auch die Medaillen gestaltet hat. Die Preisträger erhalten nur ein gerahmtes Bild mit einer gravierten Plakette. Der Preis selber stand nach der Preisverleihung früher im Büro des Cuxhavener Bürgermeisters, danach eine Zeitlang im Fischereimuseum Cuxhaven, heute steht er in der TO Geschäftsstelle.
Horst-Helmut Wind war lange Juror für die Preisvergabe.
| Jahr | Preisträger                                     | Yacht                                                                                        | Strecke                                 | Dauer                                                                         | Reise |
| ---- | ----------------------------------------------- | -------------------------------------------------------------------------------------------- | --------------------------------------- | ----------------------------------------------------------------------------- | --- |
| 1970 | Ingeborg von Heister                            | Ultima Ratio (ketchgetakelter 35 Fuß Trimaran vom Typ Lodestar nach Plänen von Arthur Piver) |                                         |                                                                               | Nordatlantiküberquerung, einhand in beide Richtungen |
| 1971 | Folkmar Gräf                                    | Dadztoy (6,30 m, Eigenbau)                                                                   |                                         | 88 Tage                                                                       | Nordatlantiküberquerung New York – Cuxhaven, einhand. |
| 1972 | Jörgen Meyer                                    | Paloma (Slup, 10,5 m)                                                                        | 27.000 sm                               | 50 Wochen                                                                     | Deutscher Geschwindigkeitsrekord für eine Weltumsegelung auf der Passatroute, der bis heute (2009) ungeschlagen ist |
| 1973 | Gerd Müller                                     | Raireva                                                                                      | 30.000 sm                               | 7 Jahre                                                                       | Weltumsegelung vom August 1966 bis Oktober 1973. |
| 1974 | Reinhard Laucht                                 | Peter von Danzig                                                                             | 28.500 sm                               |                                                                               | Skipper beim Whitbread Round the World Race 1973/1974 |
| 1975 | Claus Hehner                                    | Mex (35 Fuß GfK Sloop)                                                                       | 6.038 sm                                | 52d 16h 18m                                                                   | Trans-Pazifik Einhandregatta (San Francisco – Okinawa) |
| 1976 | Götz „Jacky“ Schreiber                          | Joshua (Najad 900)                                                                           |                                         | 102 Tage                                                                      | Von den Azoren über Neufundland entlang der Westküste Grönlands bis nach Thule (78° 15' N), so weit wie kein Sportsegler vor ihm. Zurück nonstop von Grönland nach Helgoland. |
| 1977 | Hans-Wolf Steinig                               | Seven Seas                                                                                   | 31.000 sm                               |                                                                               | Weltreise von Oktober 1972 bis 1977 |
| 1978 | Hans-Dieter Lamle                               | Kattegat                                                                                     | 13.500 sm                               |                                                                               | Von Falmouth einhand durch die Magellanstraße nach Punta Arenas und von dort durch den Panamakanal nach Florida |
| 1979 | Wilfried Erdmann                                | Kathena                                                                                      | 30.223 sm                               | 421 Seetage                                                                   | Erste deutsche Einhandweltumseglung |
| 1980 | Burghard Pieske                                 | Shangri-La (Selbstbau Katamaran)                                                             |                                         | 10 Jahre                                                                      | Weltumsegelung. Dabei erste Ost-West-Umrundung Kap Hoorns einer Yacht unter deutscher Flagge |
| 1981 | Ernst Bullmer                                   | Bummler X (Katamaran Apache 42)                                                              |                                         | 3 Jahre                                                                       | Weltumsegelung auf der Passatroute |
| 1982 | Erich Wilts, Heide Wilts                        | Freydis (15 m veränderte Reinke Hydra)                                                       | 23.000 sm                               | 11 Monate                                                                     | Antarktis, Kap Hoorn, Antarktis, Patagonien, Galapagos-Inseln, Panama-Kanal, Karibik, Cuxhaven |
| 1983 | Richard Konkolski (CZE)                         | Nike II                                                                                      | 30.000 sm                               | 213 Tage                                                                      | Für die Teilnahme an der BOC Challenge (einhand in Etappen um die Welt) |
| 1984 | Theo Biesemann mit Sohn Jörg                    | Jönathe N                                                                                    |                                         |                                                                               | Weltumsegelung von August 1981 bis Herbst 1984, Kap Hoorn von West nach Ost, Durchkenterung am Kap Hoorn am 17. März 1983, Bruch beider Masten, zuerst mit Notrigg, dann mit Notmast (Telegrafenmast von Port Stanley) zu den Azoren.                                                                              |
| 1985 | Wilfried Erdmann                                | Kathena Nui (Dübbel & Jesse Nordsee 34 aus Aluminium)                                        | 30.183 sm                               | 271 Tage                                                                      | Erste Einhand-Nonstop-Weltumseglung eines Deutschen in West-Ost-Richtung |
| 1986 | Dieter Kowalewski                               | Snowball (10 m Stahl Taranga)                                                                |                                         | 3 Monate                                                                      | Nordatlantikreise, dabei Plymouth-USA im Rahmen einer Regatta, mit 25 Jahren jüngster Preisträger |
| 1987 | Reimar Böttger                                  | Plejades                                                                                     | 17.700 sm                               | 145 Tage                                                                      | 12. Februar 1987 ab Helgoland nonstop bis 37.5° S, über St. Helena bis Kap Farvel/Grönland, Jan Mayen. 2. September 1987 Ankunft in Lesum. |
| 1988 | ASV Berlin                                      | Walross III                                                                                  | 28.500 sm                               |                                                                               | Am 31. Juli 1987 von Cuxhaven nach Australien zur 200-Jahr-Feier. Am 9. Juli 1988 zurück in Cuxhaven. |
| 1989 | Wolfgang Quix                                   | Jeantex T 3000 (40 Fuß Slup von Georg Nissen)                                                |                                         |                                                                               | Für seine ständige Präsenz bei internationalen Hochseeregatten |
| 1990 | Gudrun Calligaro                                | Mädchen (Dufour Arpèrge)                                                                     | 31.843 sm                               | 338 Seetage                                                                   | Erste deutsche Einhand-Weltumseglerin. Brest, Kapstadt, Tasmanische See, Panamakanal, Brest |
| 1991 | Rollo Gebhard                                   | Solveig IV (Hallberg-Rassy 42)                                                               |                                         | 8 Jahre                                                                       | Emden, von Cairns (Australien) nonstop nach Emden, zusammen mit Ehefrau Angelika |
| 1992 | Gerd Engel                                      | Sposmoker I (15 m Eigenbau Katamaran)                                                        | 5.457 sm                                | 69 Tage                                                                       | Einhandtörn ins Packeis, nördlich von Spitzbergen |
| 1993 | Hans Richter                                    | Mariele (Standfast 47)                                                                       | 22.000 sm                               | 402 Tage                                                                      | Einhand von Europa in den Südatlantik und Südpazifik um Kap Hoorn und zurück ins Mittelmeer |
| 1994 | Norbert Schirra                                 | Amateur (11 m Stahl Eigenbau)                                                                |                                         | 7 Jahre                                                                       | Einhand Weltumsegelung, 1987 bis 1994, trotz Krankheit mit langen Einzelpassagen und Abstecher nach Alaska |
| 1995 | Paul Maier                                      | Matangi (41 Fuß Eigenbau Katamaran)                                                          |                                         | 4 Jahre                                                                       | Weltumsegelung mit Frau und Kind via Magellanstraße und Kap der Guten Hoffnung |
| 1996 | Hans Zitzelsberger                              | Zulu (Phantom 30)                                                                            |                                         | 5 Jahre                                                                       | Zwei Weltumsegelungen zwischen 1987 und 1994. Die erste überwiegend einhand, die zweite ganz einhand. Am Ende 70-jährig. |
| 1997 | Detlef von Schmeling                            | Jenny von Westphalen (13,4 m Holzboot Bj. 1938)                                              | 46.000 sm                               | 2 Jahre                                                                       | Weltumsegelung um Kap Hoorn und das Kap der guten Hoffnung. Juli 1995 bis Juni 1997. |
| 1998 | Gerd Engel                                      | Sposmoker II (18,4 m Eigenbau Katamaran)                                                     | 22.000 sm                               |                                                                               | Cuxhaven, Südamerika, Antarktis, nonstop Ushuaia (Argentinien) nach Cuxhaven, danach zum Packeis bei Spitzbergen. |
| 1999 | Segelkameradschaft „Das Wappen von Bremen“      | Wappen von Bremen III                                                                        | 30.000 sm                               | 12 Monate                                                                     | Bremerhaven, Karibik, Panama-Kanal, Südamerika, Kap-Hoorn-Passage, Karibik, US-Ostküste, Grönland, Island, Bremerhaven |
| 2000 | Reinhard Bellingrodt                            | Lady II (Contest 36)                                                                         | 22.000 sm                               | 11 Monate                                                                     | Einhand Weltumsegelung – Gibraltar, Atlantik, Pazifik, Südsee, Indischer Ozean, Rotes Meer, Griechenland |
| 2001 | Wilfried Erdmann                                | Kathena Nui (Dübbel & Jesse Nordsee 34)                                                      | 31.362 sm                               | 343 Tage                                                                      | Erste Einhand-Nonstop-Weltumseglung eines Deutschen in Ost-West-Richtung |
| 2002 | Erich Wilts, Heide Wilts                        | Freydis (15 m veränderte Reinke Hydra)                                                       | 94.263 sm                               | 12 Jahre                                                                      | Zweimalige Weltumseglung inklusive Antarktisumrundung und -überwinterung zu zweit und mit wechselnden Crews |
| 2003 | Uwe Röttgering                                  | FANFAN! (40 Fuß Aluminiumkutter von Dick Zaal)                                               | 50.213 sm                               | 26 Monate                                                                     | Hooksiel, Jan Mayen, Grönland, Inseln der Südpolarmeere, Neuseeland, Midway-Atoll, Chile, Kap Hoorn, Südgeorgien, Kapstadt, Newport, Färöer, Hooksiel. Der Preisträger hat den Preis im Jahr 2012 aus Protest gegen die Vereinsführung zurückgegeben.                                                              |
| 2004 | Johanna Zimmermann, Otto Max Zimmermann         | Astronotus II (Reinke Hydra)                                                                 |                                         |                                                                               | Lissabon, Fernando de Norhona, Kapstadt, Kerguelen, Tasmanien, Australien, Cairns, Neukaledonien, Alaska, Vancouver, Marquesas, Tuamotos, Tahiti, Südamerika, Cabo Virgines (Chile), Azoren, Plymouth, Wilhelmshaven                                                                                               |
| 2005 | Bernt Lüchtenborg                               | Auryn (Moody 42)                                                                             | 52.000 sm                               | 1850 Tage                                                                     | Mit Beschluss vom 11. Januar 2010 wurde Lüchtenborg der Preis vom Vorstand aberkannt. Grund hierfür waren falsche Angaben über den Reiseverlauf. Lüchtenborg konnte weder Belege für einen Abstecher in die Antarktis vorlegen, noch dafür, dass er weite Teile der Reise, wie behauptet, einhand unternommen hat. |
| 2006 | Ingrid Pfeiffer, Timm Pfeiffer                  | Sonnenschein (12 m Stahl Slup)                                                               | 55.805 sm                               | 9½ Jahre                                                                      | Vier Äquatorquerungen, drei Atlantiküberquerungen |
| 2007 | Manfred Jabbusch                                | White Which (Hallberg-Rassy 352)                                                             |                                         | 7 Jahre                                                                       | Trinidad, Kerguelen, Fremantle, Trinidad |
| 2008 | Kathrin Meinert, Stefan Post                    | Sidartha (11,5 m Feltz Skorpion II)                                                          | 38.914 sm                               | 4 Jahre                                                                       | Barfußroute, Kap der Guten Hoffnung, brasilianische, chilenische Kanäle (Beagle-Kanal, Puerto Edén, Golf der Leiden) |
| 2009 | Boris Herrmann, Felix Oehme                     | Beluga Racer (Akilaria Class 40)                                                             | 30.000 sm                               | 146 Seetage                                                                   | Sieg beim Portimão Global Ocean Race |
| 2010 | Klaus Häussler, Maria Häussler                  | Ludos Amoris (Ketsch, Hallberg Rassy 41)                                                     |                                         |                                                                               | Pazifikreise |
| 2011 | Susanne Huber-Curphey                           | So Long                                                                                      | 85.157 sm                               | 11 Jahre                                                                      | 20 mal einen Ozean überquert |
| 2012 | Michael Herbst                                  | Tanoa (Kat, Privilège 37)                                                                    | 47.000 sm                               | 14 Jahre                                                                      | Weltumsegelung, südlich um Australien, teilweise einhand |
| 2013 | Marietta van Bakel (NL) und Paulus Kamstra (NL) | Nije Faam (Germania 40)                                                                      | 50.000 sm                               | 8 Jahre                                                                       | Weltumsegelung, Kap Hoorn, Kap der guten Hoffnung, Antarktis und Fluss-Etappen |
| 2014 | Hans-Rolf Rauert und Barbara Köberle            | Resolute (Reinke Super Secura)                                                               |                                         | 4 Jahre                                                                       | Lübeck, Cuxhaven, Kap Verden, Brasilien, Kap Horn, Osterinsel, Fidschi, Australien, Südafrika, Brasilien |
| 2015 | Henrik Masekowitz                               | Croix du sud, Akilaria Class 40                                                              | 1.200 sm                                | 5d 03h 36m                                                                    | Einhand Rekord auf der Regatta AZAB 2015 von England auf die Azoren |
| 2016 | Mareike Guhr                                    | La Medianoche (Katamaran)                                                                    | 45.000 sm                               | 4½ Jahre                                                                      | Weltumsegelung, 37 besuchte Länder, 140 Mitsegler |
| 2017 | Susanne Huber-Curphey                           | Nehaj (39 Fuß Alu-Langkieler, Koopmans Design)                                               | – sm                                    | – Tage                                                                        | Durchquerung der Nordwest-Passage. Als erste Frau einhand. |
| 2018 | Szymon Kuczyński (POL)                          | Atlantic Puffin (22 Fuß GfK Yacht)                                                           | ca. 29.000 sm                           | 270 Tage                                                                      | Einhand Weltumsegelung nonstop im bislang kleinsten Boot - Plymouth nach Plymouth |
| 2019 | Asia Pajkowska (POL)                            | FANFAN! (40 Fuß Aluminiumkutter von Dick Zaal)                                               | ca. 29.000 sm                           | 216 Tage                                                                      | Einhand Weltumsegelung nonstop, erste Polin - Plymouth nach Plymouth |
| 2020 | Susanne Huber-Curphey                           | Nehaj (39 Fuß Alu-Langkieler, Koopmans Design)                                               | ca. 33.000 sm                           | 251 Tage                                                                      | Einhand Weltumsegelung ohne Stopps |
| 2021 | Boris Herrmann                                  | Seaexplorer (IMOCA Open 60)                                                                  |                                         | 80 Tage                                                                       | Einhand nonstop Weltumseglung im Rahmen der Vendée Globe 2020/21 |
| 2022 | Melwin Fink                                     | Signforcom (Mini 6.50)                                                                       | 1350 sm (Etappe 1) + 2700 sm (Etappe 2) | 10 Tage, 35 Minuten (Etappe 1); 16 Tage, 19 Stunden und 44 Minuten (Etappe 2) | Dritter Platz beim Mini-Transat 2021 |
| 2023 | Michael Guggenberger                            | Nuri (Biscay 36)                                                                             |                                         |                                                                               | Dritter Platz beim Golden Globe Race 2022–2023 |

## Trans-Ocean-Magazin
Die Mitgliederzeitschrift Trans-Ocean, Verein zur Förderung des Hochseesegelns erscheint alle drei Monate. Neben Nachrichten vom Verein, von den Stützpunkten und aus der Segler-Szene enthält es Berichte aus den weltweiten Segelrevieren, die häufig von den Mitgliedern geschrieben werden. Die Zeitschrift erscheint seit 1971. Die Ausgaben werden seit dem fortlaufend nummeriert. Die Zeitschrift wird auch mit den Nebentiteln „Trans-Ocean“, „Mitteilungsblatt“ und später „TO“ bezeichnet.

## Mitgliedschaften
Der „Trans-Ocean“ Verein zur Förderung des Hochseesegelns e. V. ist Mitglied der folgenden Verbände und Vereine:
- Deutscher Segler-Verband
- Landessportbund Niedersachsen
- Segler-Verband Niedersachsen
- Sport in Cuxhaven e. V.